# Sarnago
Sarnago es una localidad española del municipio de San Pedro Manrique, perteneciente a la provincia de Soria, en la comunidad autónoma de Castilla y León. Pueblo de la comarca de las Tierras Altas y del partido judicial de Soria.

## Geografía
Esta pequeña población de la comarca de Tierras Altas está ubicada en el norte de la provincia, en el límite con La Rioja bañado por el río Mayor en la vertiente mediterránea y afluente del río Alhama al sur de la sierra de Achena y al norte de la de Alcarama. Se encuentra a 4 km de San Pedro Manrique. Se accede por una carretera recientemente asfaltada, petición con más de ochenta años de historia.

## Historia
Para Bosch Gimpera, Sarnago es nombre céltico.
En el siglo XVIII, la localidad era aldea de jurisdicción de la villa de San Pedro Manrique.
Para la administración eclesiástica, la localidad pertenecía a la diócesis de Calahorra, y al partido judicial de Ágreda para la administración de Justicia.
A la caída del Antiguo Régimen la localidad se constituye en municipio constitucional en la región de Castilla la Vieja, partido de Ágreda  que en el censo de 1842 contaba con  36 hogares y  140 vecinos.
A mediados del siglo XIX crece el término del municipio porque incorpora a Valdenegrillos y a El Vallejo.
El municipio de Sarnago desapareció en 1972, al fusionarse con los de San Pedro Manrique, Matasejún, Taniñe y Ventosa de San Pedro. Su término era de 35,97 km².
El pueblo fue visitado por Julio Llamazares, quien se inspiró en el testimonio de su último habitante para escribir La lluvia amarilla.
Ya en el siglo XXI vuelve a tener actividad turística en verano, incluyendo un Museo Etnográfico.

## Demografía
| Gráfica de evolución demográfica de Sarnago entre 1842 y 1970 |
| |
| Población de derecho según los censos de población del INE Población de hecho según los censos de población del INEEntre el censo de 1857 y el anterior, crece el término del municipio porque incorpora a 425127 (Valdenegrillos) y 425131 (El Vallejo) Entre el censo de 1981 y el anterior, este municipio desaparece porque se integra en el municipio 42165 (San Pedro Manrique) |

En el año 1981 la localidad estaba despoblada, pasando a contar con 7 habitantes en 2010, 4 varones y 3 mujeres.
| Gráfica de evolución demográfica de Sarnago entre 2000 y 2010                                    |
|                                                                                                  |
| Población de derecho (2000-2010) según los censos de población del INE a 1 de enero de cada año. |

## Sociedades
- Asociación de Amigos de Sarnago
- Asociación de Pueblos de la Alcarama (Sarnago, Acrijos, San Pedro Manrique, Taniñe, Vea, Fuentebella, Valdenegrillos, El Vallejo)

## Galería de imágenes

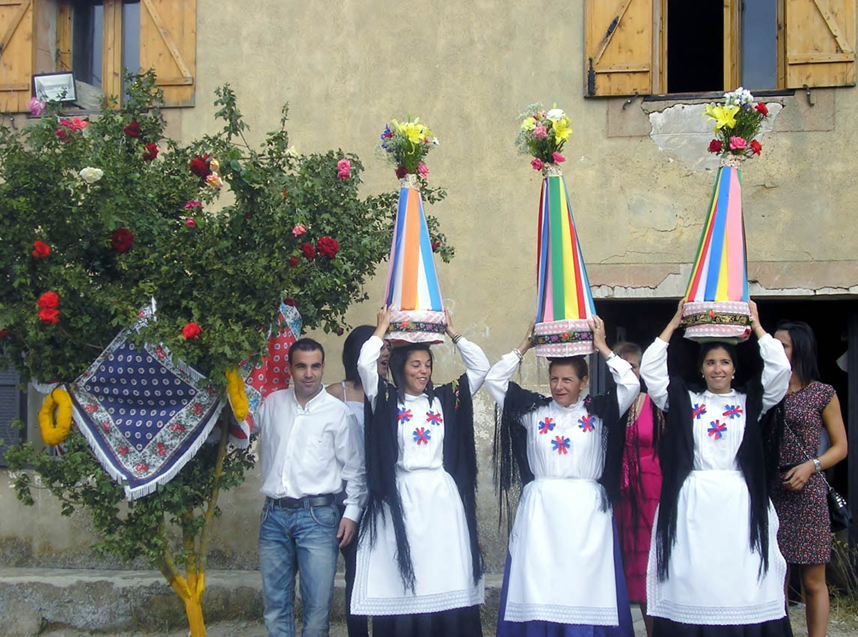
MOZO DEL RAMO Y MÓNDIDAS DE SARNAGO

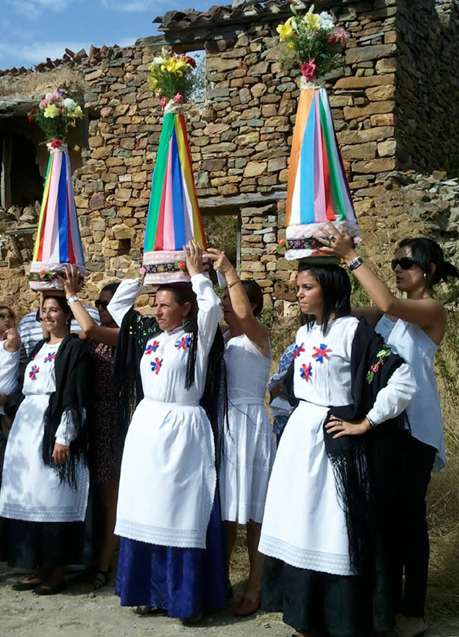
MÓNDIDAS DE SARNAGO

## Personas notables
- Abel Hernández, periodista